# Clas
Uma clas (pl. galês clasau) era uma espécie de mosteiro ou comunidade cristã primitiva no início da Idade Média do País de Gales. Ao contrário dos mosteiros normandos posteriores, que eram compostos por um edifício religioso principal apoiado por vários edifícios menores, como claustros e cozinhas, uma clas era normalmente um único edifício. O edifício era administrado por uma comunidade de clérigos e chefiado por um Abade. As clasau eram autônomas e administradas localmente.  
Após a invasão normanda de Gales no final do século XI, muitas das clasau do sul de Gales se tornaram dependências de casas religiosas na Inglaterra. Isso resultou em vários locais se tornando parte das ordens beneditina ou agostiniana, ou construídos nos séculos seguintes por igrejas normandas.

## Clasauno País de Gales
Um mapa de clasau que pode ser reconhecido a partir de fontes documentais galesas foi fornecido por William Rees em 1951. Wendy Davies, em seu estudo das Cartas de Llandaff, identificou 36 mosteiros ou clasau dos séculos VII a IX, principalmente na Diocese de Llandaff, e mais 38 ecclesiae ou igrejas, algumas das quais seriam monásticas. Davies sugere que isso provavelmente representa cerca de 50 clasau no total. Isso sugeriria que se todas as dioceses galesas fossem semelhantes e incluíssemos clasau que ficam fora dos limites modernos do País de Gales nas Marcas galesas, um total de 150-200 clasau podem ter existido. Muitos dessas primeiras clasau foram concedidas como doações aos mosteiros, particularmente os dos cistercienses, fundados pelos normandos e pelos príncipes galeses.